# 方西屏
方西屏（1958年10月—），江苏南京人，中华人民共和国政治人物。安徽农学院农学系本科毕业，复旦大学政治经济学专业在职毕业。曾担任池州市长、安徽省商务厅长、中共淮南市委书记等职，2014年遭免职。

## 生平
1976年2月至1978年10月，为下放知青；1978年10月至1982年9月，在安徽农学院农学系学习；1982年9月，任定远县八一乡团委书记、乡长、书记；1985年8月，任中共定远县委办公室副主任；1987年3月，任共青团定远县委书记。1988年1月，任安徽省土地局地政科科长；1989年7月，任安徽省土地局地政地籍管理处副处长(正科级)；1991年10月，任安徽省土地局资源站站长(副处级)；1995年11月，任安徽省土地局计划财务处处长。
1996年11月，任舒城县人民政府代县长、县长、县委副书记；1998年4月，任中共舒城县委书记、县人民政府县长；1998年7月，任中共舒城县委书记。2000年3月，任六安市人民政府副市长；2003年6月，任中共六安市委常委、市人民政府副市长；2005年2月，任中共六安市委副书记。
2006年2月，任中共池州市委副书记、副市长、代市长；2006年3月，任中共池州市委副书记、市长。2008年，当选第十一届全国人民代表大会代表。2011年4月，任安徽省商务厅党组书记、厅长。2013年2月，转任中共淮南市委书记。

### 落马
2014年8月11日，被安徽省纪委双规调查，他曾是2013年6月被查的安徽省人民政府原副省长倪发科的副手。2014年11月，他辞去第十二届全国人民代表大会代表职务，12月28日，十二届全国人大常委会第十二次会议表决通过。
2015年7月被中共安徽省纪委双开，10月28日被马鞍山市人民检察院以涉嫌滥用职权罪、受贿罪提起公诉，2016年7月，方西屏被马鞍山市中级人民法院以受贿罪、滥用职权二罪判刑11年半定谳，其担任合肥市人大常委会内务司法工作委员会主任的哥哥方東屏也因受贿罪、利用影响力受贿罪在1个月後被马鞍山中院判刑12年。